# Галтон (регіональний муніципалітет)
Регіональний муніципалітет Галтон (англ. Regional Municipality of Halton, Halton Region) — регіональний муніципалітет у провінції Онтаріо, Канада.
Галтон розташований в Південному Онтаріо поблизу міста Торонто.

## Населення

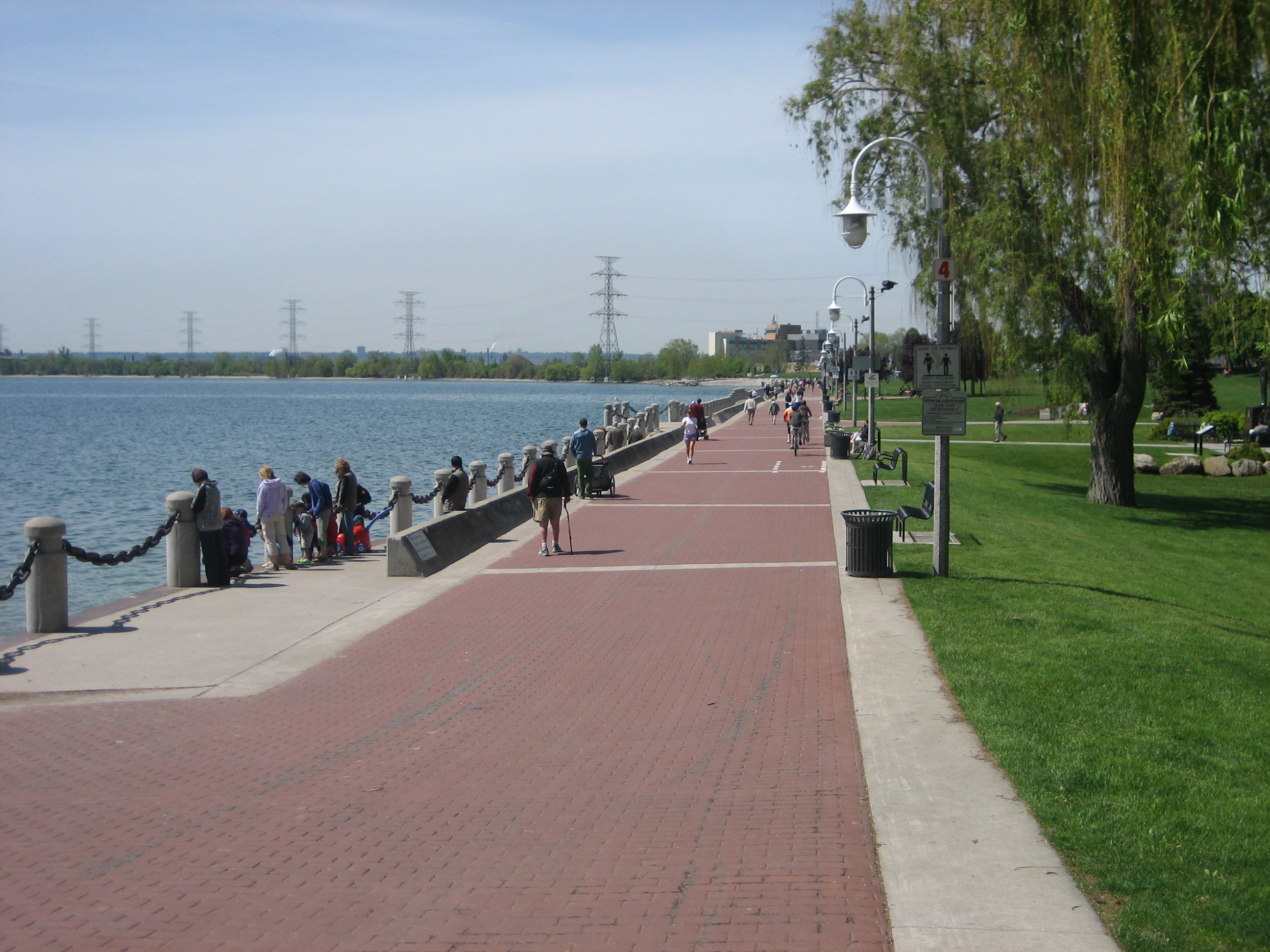
Парк Сміта Спенсера у центрі Берлінгтону

Серед інших міст, регіон включає в себе:
- Берлінгтон (англ. Burlington)
- Галтон-Гіллс (англ. Halton Hills)
- Мілтон (англ. Milton)
- Оквілл (англ. Oakville)

## Посилання

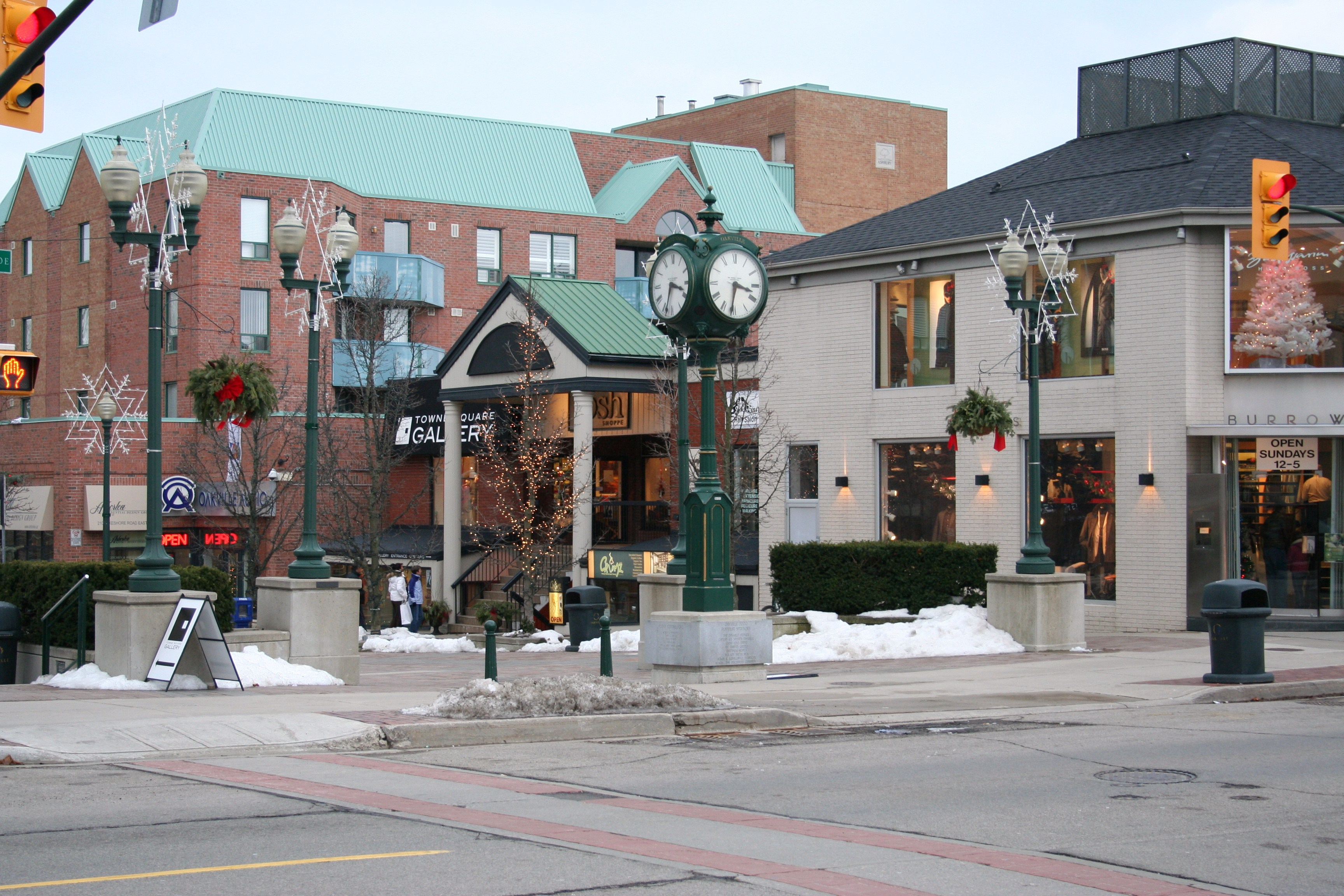
Центрі Міста Оквілла